# Monsterpark Rattelsdorf
Koordinaten: 50° 1′ 9″ N, 10° 53′ 32″ O
Der Monsterpark Rattelsdorf, auch als „Erstes Deutsches Baumaschinenmuseum“ bezeichnet, war ein Freizeitpark in Rattelsdorf, Bayern. Er orientierte sich thematisch an Monstern aus Stahl. Das waren Baumaschinen von Minibagger bis Monsterbagger, die in allen Größen und Variationen sowohl als Museumsstücke, aber auch als selbst bedienbare Monstermaschinen bereitstanden. Das Thema Baggern stand im Mittelpunkt, Attraktionen wie die Erlebnis-Achterbahn Monsterrace, die asphaltierte Quad-Rennbahn, diverse Spielplätze und -burgen und viele weitere Attraktionen für Kinder ergänzten den Monsterpark Rattelsdorf.

## Geschichte
Die Idee Monsterpark entstand im Jahre 2005, als ein reisender Geschäftsmann bei der Durchfahrt durch Rattelsdorf die für Hoch- und Tiefbau abgestellten Baumaschinen sah. Er fragte den Inhaber der Seibold Erdbau GmbH, Gerhard Seibold, ob er mit dem Monsterbagger fahren dürfe, er würde dafür auch bezahlen. So war die Idee des Exklusivbaggern geboren, bei dem mit Terminabsprache gebaggert werden durfte.
Die Nachfragen an Führungen und der Geschichte der Baumaschinen häuften sich, so dass von 2006 bis 2008 der Baustein Baumaschinenmuseum erstellt wurde. Die älteste Baumaschine im Monsterpark ist der Dampfbagger Menck M 4 von 1927, die größte der Bagger Demag H185 mit 200 Tonnen.
Ab Mitte 2008 durften die ersten Kinder ab acht Jahren unter Aufsicht selbst Hand an die Steuerung von Minibaggern legen. Gerhard Seibold ist selbst fasziniert von der Gewalt und den Varianten der Baumaschinen. Auch er sammelte bereits als Kind seine ersten Erfahrungen mit Baggern, die er den Kindern heute weitergeben möchte. So wuchs der Monsterpark bis zum Sommer 2010 nach und nach in der Fläche, mit den Baumaschinen und den Attraktionen.
Seit 2012 bot der Monsterpark jährlich 50.000 Besuchern auf 30.000 m² Fläche das Erste Deutsche Baumaschinenmuseum mit über 150 Baumaschinen, ca. 30 aktiven Baggermöglichkeiten sowie diversen Action-Attraktionen.
Seit 2023 ist der Monsterpark, vermutlich dauerhaft, geschlossen, denn die Domain steht mindestens seit April 2024 zum Verkauf.

## Prinzip
Der Monsterpark besteht aus drei Bausteinen:
- Exklusivbaggern: Die gewünschte Maschine steht zum fest vereinbarten Termin bereit
- Freizeitpark: Mit der Tageskarte kann alles benutzt werden
- Baumaschinenmuseum

## Attraktionen

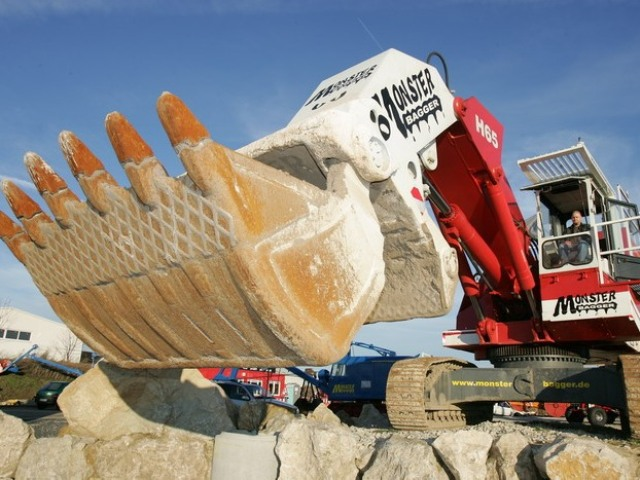
Monsterbagger

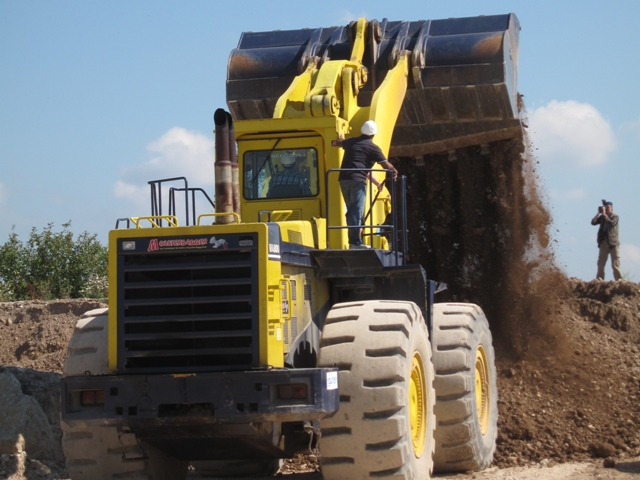
Monsterlader

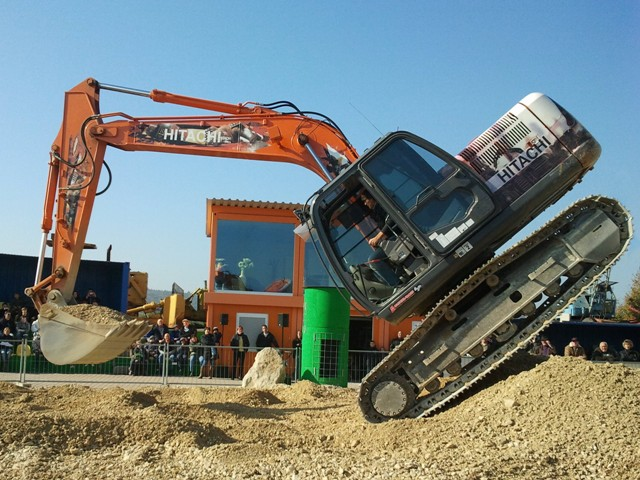
Baggershow

Für Kinder unter fünf Jahren bietet der Monsterpark diverse Spielplätze und Spiel-Fahrzeuge, ab fünf Jahren ist das Fahren von Maschinen der Mini-Klasse (z. B. Minibagger) erlaubt. Die Monster-Klasse darf von Erwachsenen und Kindern in Begleitung Erwachsener gefahren werden. Nachstehend sind die einzelnen Attraktionen aufgelistet:
- Monsterbagger
- Monsterlader
- Monstertruck
- Kettenbagger
- 20-Tonnen-Lader
- Minibagger
- Minilader
- Miniraupe
- Bobcat
- Traktorrace
- Schatzsuche
- Bagger-Wettrennen
- Geschicklichkeitsbaggern
- Wasserbaggern
- Minibaustelle
- Erlebnisachterbahn Monsterrace
- Quad fahren
- Elektro-Autos
- Monsterlabyrinth
- Kinderspielburg
- Spiel-Baustelle
- Monster-Sandkasten
- Mini-Sandkasten
- Kino
- Baumaschinenmuseum
- Baggershow

Im Monsterpark Rattelsdorf gibt es das Restaurant Monsterblick und den Imbiss Miniblick.